# Erythrina warneckei
Erythrina warneckei är en ärtväxtart som beskrevs av Baker f. Erythrina warneckei ingår i släktet Erythrina och familjen ärtväxter. Inga underarter finns listade i Catalogue of Life.